# Emma Vetter
Emma Elisabeth Vetter, född 19 mars 1975, är en svensk operasångare (sopran). 
Vetter gick i Adolf Fredriks Musikklasser och är utbildad vid Operahögskolan i Stockholm, där hon tog examen 2005.
Hon debuterade som Döden i Stravinskijs Näktergalen på Kungliga Operan 2004. På samma teater har hon också sjungit Santuzza i På Sicilien, Chrysotemis i Elektra, Sieglinde i Valkyrian, Elsa i Lohengrin och Amelia i Maskeradbalen. 2008 sjöng hon Agathe i Friskytten på Folkoperan. 
Vetter har också sjungit Senta i Den flygande holländaren vid NorrlandsOperan, en roll hon 2013 gästspelade med i Berlin och Paris. 2015 framförde hon för första gången Isolde i Wagners Tristan och Isolde Hon sjöng titelrollen i Daniel Börtz nyskrivna opera Medea vid premiären på Kungliga Operan den 23 januari 2016. Regissör var Stefan Larsson och dirigent Patrik Ringborg.

## Priser och utmärkelser
- 2004 – Gunn Wållgren-stipendiet
- 2007 – Birgit Nilsson-stipendiet
- 2016 – Svenska Dagbladets operapris för sin insats i operan Medea av Daniel Börtz

Emma Vetter har därutöver erhållit ett antal stipendier, bland annat från Svenska Wagnersällskapet.

## Diskografi
- Chrysotemis i Richard Strauss Elektra. Med Katarina Dalayman, Marianne Eklöf. Kungliga hovkapellet. Dirigent Pier Giorgio Morandi. 2009. Premiere Opera 4134-2 (premiereopera.com).